# 白背忍冬
白背忍冬（学名：Lonicera hypoleuca）为忍冬科忍冬属的植物。分布于克什米尔以及中国大陆的西藏等地，生长于海拔2,900米至3,100米的地区，常生于山坡灌丛中，目前尚未由人工引种栽培。